# Maison Borisavljević à Priboj
La maison Borisavljević à Priboj (en serbe cyrillique : Борисављевића кућа у Прибоју ; en serbe latin : Borisavljevića kuća u Priboju) se trouve à Priboj, dans le district de Zlatibor, en Serbie. Elle est inscrite sur la liste des monuments culturels protégés de la République de Serbie (identifiant no SK 895).

## Présentation
La maison a été construite au début du XXe siècle.